# 魂胆
| ウィキペディアには「魂胆」という見出しの百科事典記事はありません（タイトルに「魂胆」を含むページの一覧/「魂胆」で始まるページの一覧）。 代わりにウィクショナリーのページ「魂胆」が役に立つかもしれません。 |